# Aloe ampefyana
Aloe ampefyana (укр. Алое ампефіана, Алое ампефіанське)  — сукулентна рослина роду алое.

## Етимологія
Видова назва походить від назви містечка Ампефі, в околицях якого зростає цей вид алое.

## Історія
Вид, до цього невідомий був знайдений у вересні 2006 року на Мадагаскарі і описаний Жаном-Бернаром Кастійоном (англ. Jean Bernard Castillon) у 2007 році в щорічнику Американського товариства любителів кактусів і сукулентів (англ. Cactus and Succulent Society of America) «Haseltonia».

## Морфологічні ознаки
Рослини висотою до 45 см, з діаметром розетки до 38 см. Цвіте абрикосовими, помаранчевими, червоно-помаранчевими або жовто-помаранчевими квітами.

## Місця зростання
Зростає на західному узбережжі озера Ітаси біля містечка Ампефі в регіоні Ітаси на Мадагаскарі.

## Утримання
Для нормального зростання цієї рослини портібна температура не менше — 1 °C (30 °F). Добре витримує посуху. Надає перевагу сонячним місцям або напівтіні.

## Систематика
Кастійон припускає, що ця рослина може бути гібридом між Aloe capitata і Aloe arborescens (Castillon, 2010).